# Битва при Кибероне (1795)
Битва на Кибероне — сражение, произошедшее 19 — 21 июля 1795 года между французскими эмигрантами-роялистами, высадившимися с английских кораблей, поддержавшими их повстанцами-шуанами и республиканскими войсками под командованием генерала Лазара Гоша, закончившееся разгромом роялистов.
Киберонская экспедиция представляла собой попытку роялистов, высадившись на берег на охваченной восстанием территории, нанести поражение республиканским войскам. Первоначально эмигранты добились некоторых успехов, однако вскоре республиканцам под началом Гоша удалось в ходе нескольких столкновений вытеснить войска эмигрантов на полуостров Киберон, проход на который прикрывал укреплённый форт Пантьевр, а подходы к форту легко простреливались артиллерией британского флота.

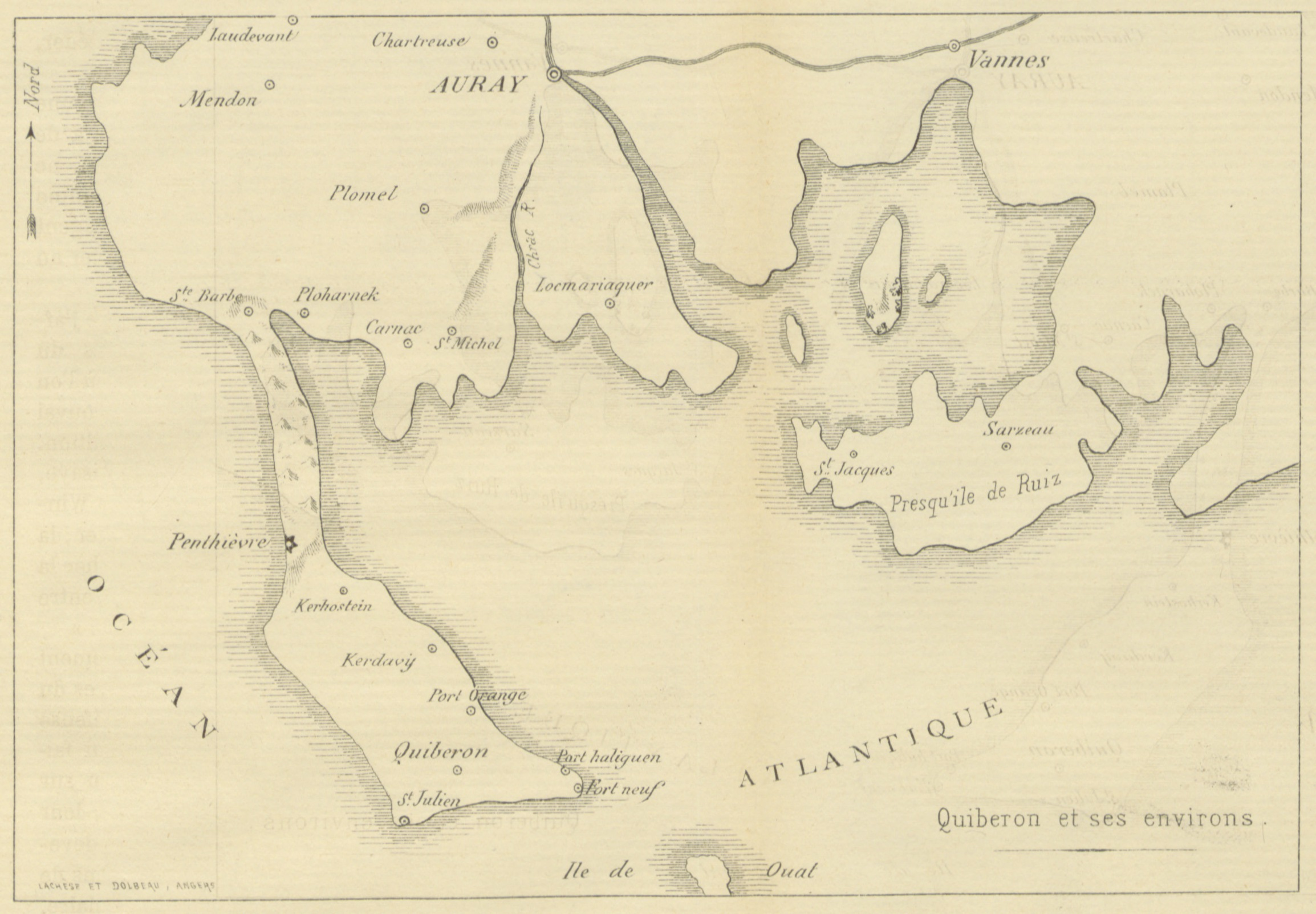
Район сражения на Кибероне.

В этих непростых условиях, армия Гоша при атаке оказалась бы под обстрелом со всех сторон. В результате, Гош принял решение атаковать форт в штормовую ночь с 19 на 20, когда высокие волны и низкий обзор мешали британским кораблям стрелять прицельно. Форт, несмотря на артиллерийский огонь со стен, был взят сходу фронтальной атакой.
Увидев что его солдаты подняли трёхцветной знамя над фортом, и не дожидаясь, пока форт перейдёт под его контроль весь (внутри крепости ещё продолжался бой) Гош бросил основные силы на главный лагерь эмигрантов на полуострове позади крепости. Британские корабли открыли беспорядочный огонь, от которого в значительной степени страдали сами роялисты и прибывшие с ними гражданские лица, поэтому вскоре обстрел был прекращён. Теперь британские корабли не могли стрелять, потому что рисковали попасть в союзников. К тому же, из-за волнения на море они не могли подойти достаточно близко к берегу. Эмигранты беспорядочно бежали к кораблям, до которых большинство из них не могли добраться не только из-за шторма, но и из-за того, что лодок не хватало на всех.
Командир эмигрантов, Жозеф де Пюизе, бывший жирондист и сторонник конституционной монархии, не пользовался доверием своих людей, которые считали его слишком левым, слишком пробританским и недостаточно опытным в военном деле (Пюизе в королевской армии имел только чин полковника). Гораздо более уважаемый в среде эмигрантов граф Луи Шарль Д’Эрвильи, казался британцам слишком независимой фигурой, но даже несмотря на это фактически руководил войсками роялистов, пока не был тяжело ранен в одном из предыдущих столкновений с войсками Лазара Гоша. Оставшись самостоятельным командиром, Пюизе в критический момент сел со своими приближёнными в шлюпку и отплыл к британскому кораблю, не заботясь о спасении остатков своей армии. Подняв на борт военных кораблей тех, кто смог до них доплыть, эскадра Уоррена спешно отплыла, взяв курс на Британию.

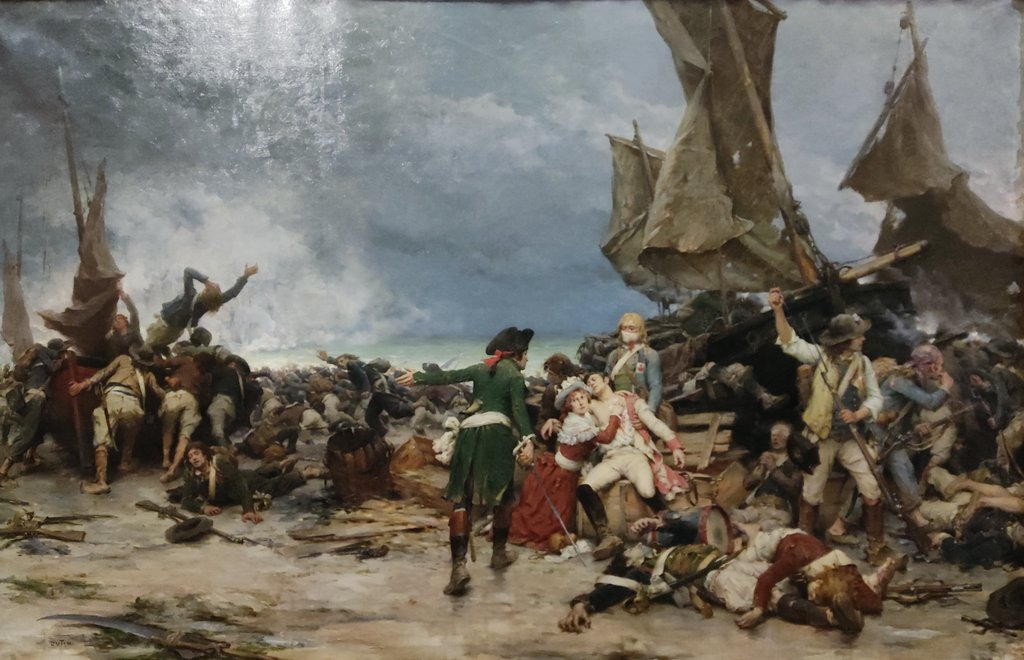
Эпизод сражения при Кибероне.

Часть эмигрантов под командованием Шарля Сомбрейля (фр.) отступила в находящуюся на полуострове небольшую рыбацкую деревню Port-Haliguen (фр.). Утром 21-го они были вынуждены капитулировать.
Несколько сотен эмигрантов, шуанов и гражданских лиц погибло в бою или утонуло и более шести тысяч попали в плен. Революционное законодательство, всё ещё слишком жестокое в то время, предполагало казнь пленных, как французов и противников республики, однако генерал Гош заступился за них. В результате большинство крестьян-шуанов отделались штрафами или тюрьмой, а их жены и дети, сопровождавшие их, были отпущены сразу. Но 750 человек, включая большое количество дворян-эмигрантов, епископа и нескольких священников были расстреляны.
Потери Гоша оказались минимальны. На Киберон ему ныне установлен бронзовый памятник.
Попытка эмигрантов выступить против Республиканской Франции потерпела таким образом крах.

## Галерея

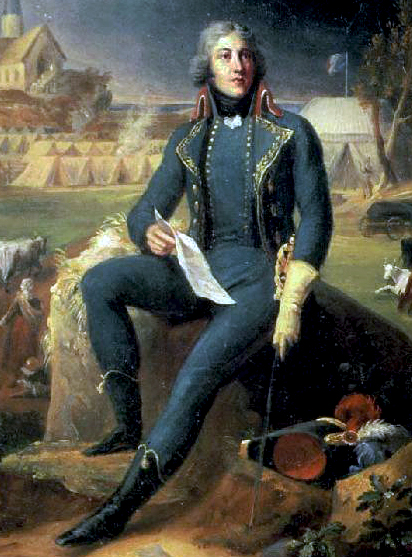
Республиканский генерал Лазар Гош
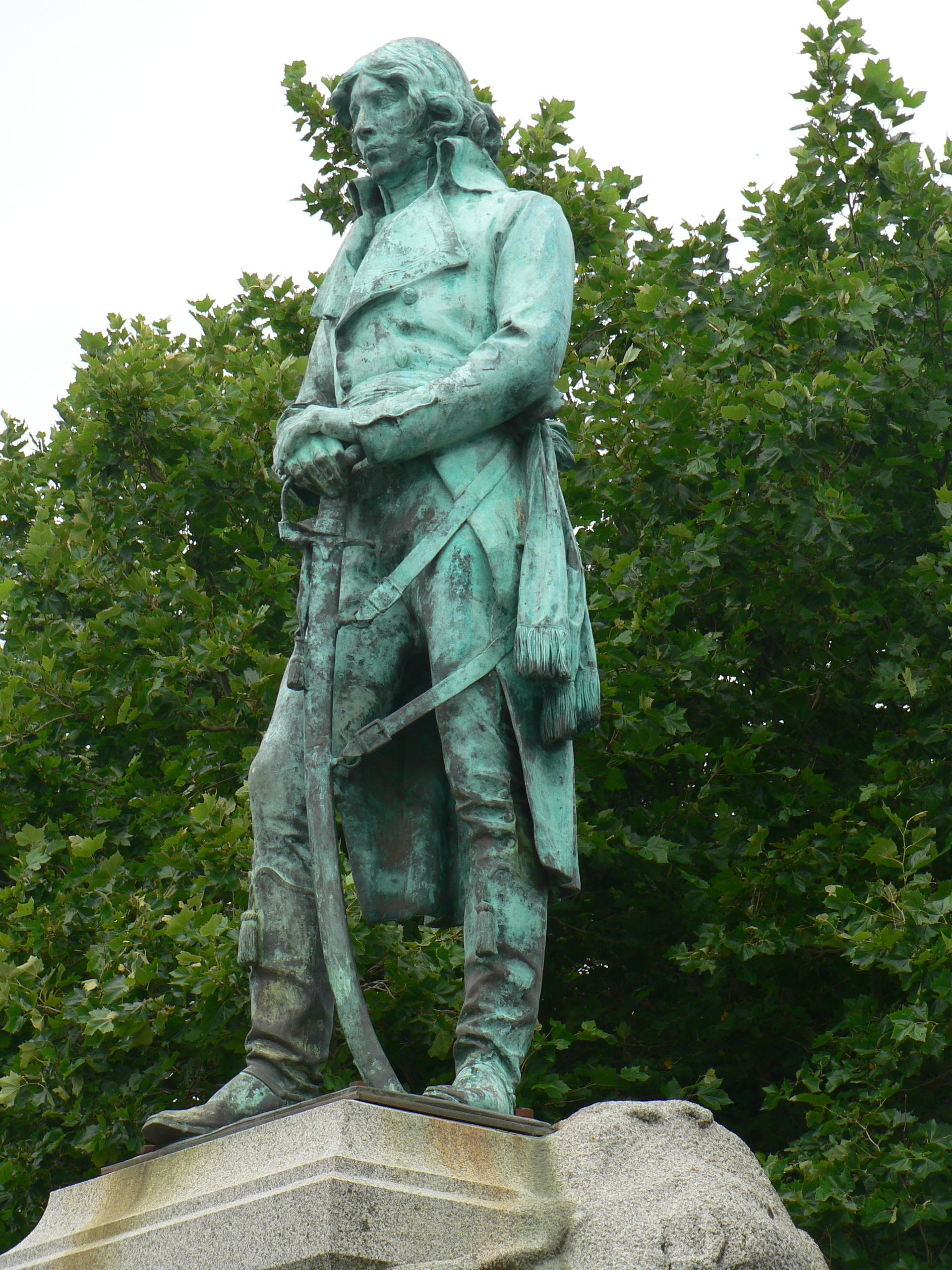
Памятник Лазару Гошу на Кибероне. Скульптор Жюль Далу
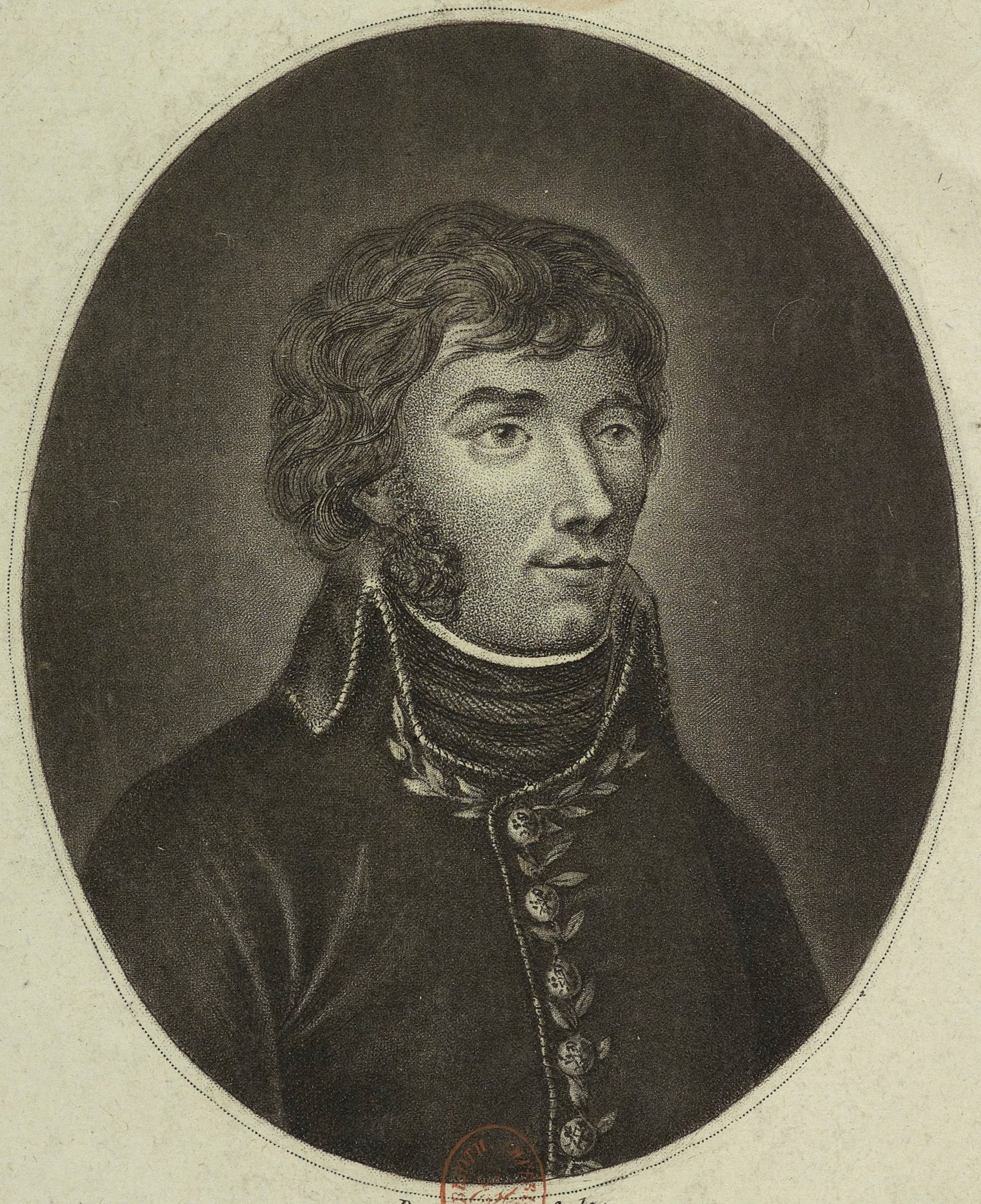
Республиканский генерал Жан Юмбер
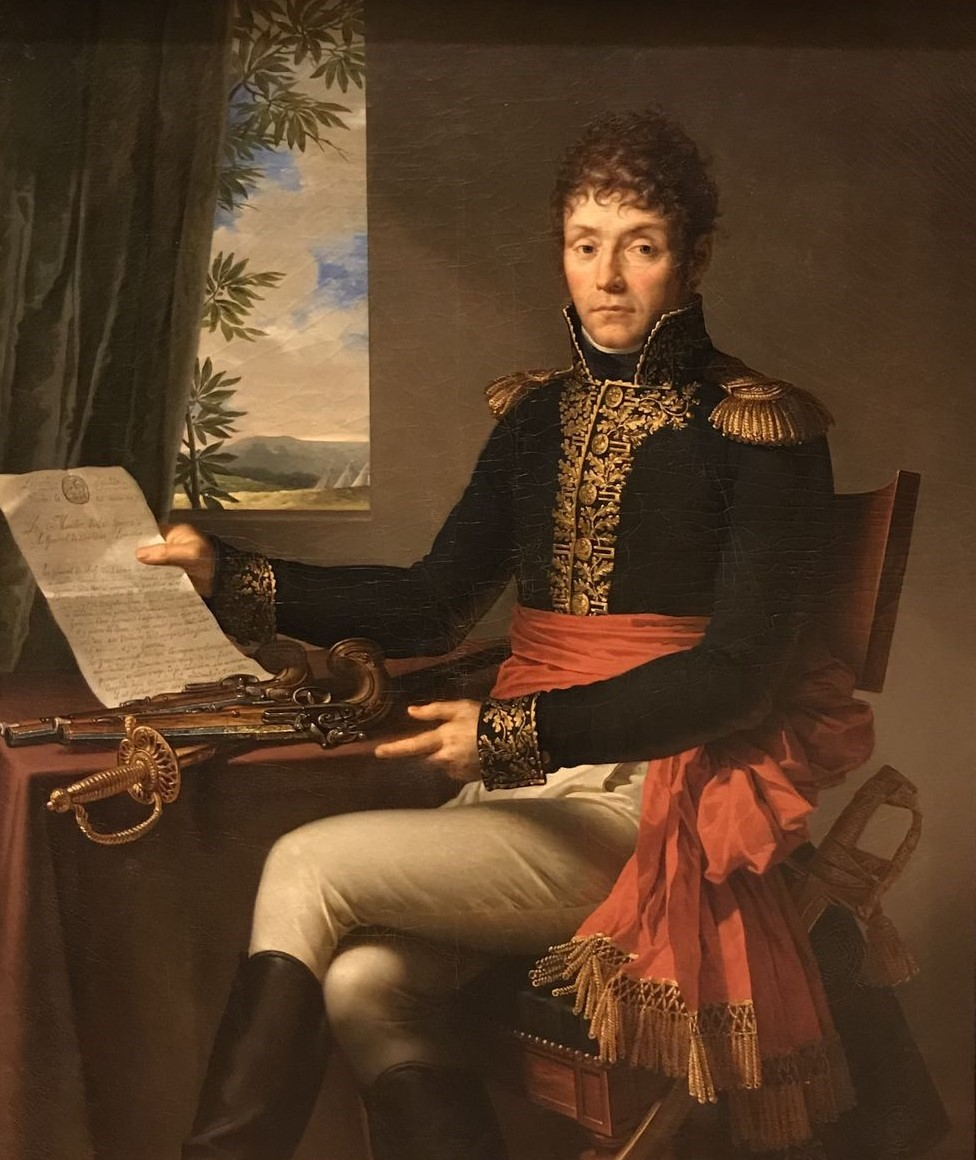
Республиканский генерал Луи Лемуан
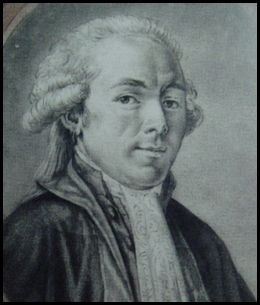
Выбранный англичанами лидер эмигрантов Жозеф де Пюизе
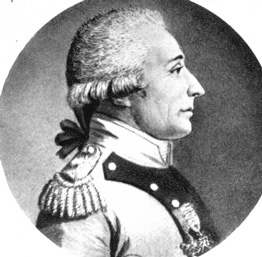
Популярный среди эмигрантов лидер — граф Луи Шарль Д’Эрвильи, погибший в ходе сражения
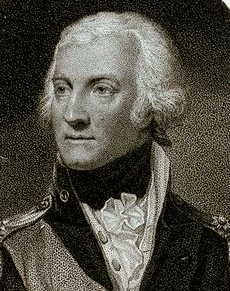
Английский адмирал Джон Уоррен